# لیگ برتر فوتبال ایالات متحده آمریکا ۲۰۲۳
لیگ برتر فوتبال آمریکا ۲۰۲۳  (به انگلیسی: 2023 Major League Soccer season) بیست و هشتمین دوره لیگ برتر فوتبال (به انگلیسی: Major League Soccer) معروف به ام‌ال‌اس (به انگلیسی: MLS) است. این لیگ یکی از معدود لیگ های جهان است که صعود و سقوط ندارد.
این لیگ در دو کنفرانس شرق و غرب برگزار می شود که کنفرانس شرق شامل ۱۵ تیم و کنفرانس غرب شامل ۱۴ می باشد. در انتهای فصل رده های اول تا هفتم هر کنفرانس به طور مستقیم جواز حضور در مرحله پایانی (حذفی) لیگ را به دست می آورند. تیم های هشتم و نهم هر کنفرانس وارد مرحله پلی آف شده و تیم برنده نیز به مرحله حذفی راه می یابد.

## تیم های کنفرانس شرق
1. سینسیناتی
2. نیوانگلند رولوشن
3. کلمبوس کرو
4. فیلادلفیا یونیون
5. اورلندو سیتی
6. نشویل
7. مونترال
8. آتلانتا یونایتد
9. دی.سی. یونایتد
10. شیکاگو فایر
11. شارلوت
12. نیویورک سیتی
13. نیویورک رد بولز
14. اینتر میامی
15. تورنتو اف‌ سی

## تیم های کنفرانس غرب
1. سنت لوئیس سیتی
2. سیاتل ساندرز
3. لس آنجلس اف سی
4. رئال سالت لیک
5. هیوستون دینامو
6. ونکوور وایتکپس
7. مینه‌سوتا یونایتد
8. سن‌خوزه ارث‌کوئیکز
9. دالاس
10. آستین
11. پورتلند تیمبرز
12. لس آنجلس گلکسی
13. کلرادو رپیدز
14. اسپورتینگ کانزاس سیتی